# Esthétique analytique
Pour les articles homonymes, voir Esthétique (homonymie).

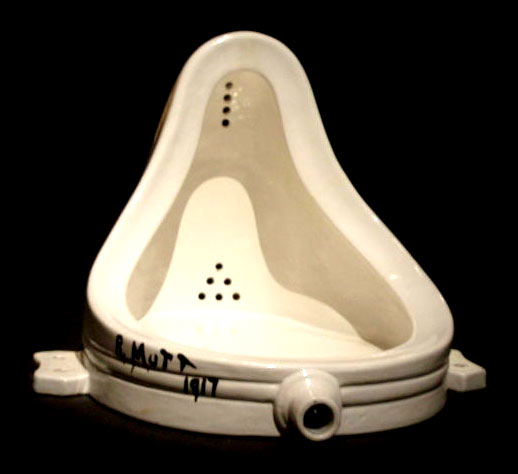
Fontaine, de Marcel Duchamp, 1917. L'esthétique analytique se construit à partir d'une réflexion sur l'art conceptuel et le pop art.

L’esthétique analytique est un courant philosophique apparu dans les années 1950 dans le monde anglophone, qui étudie particulièrement des notions liées à l'art et au goût. L'esthétique analytique est l'un des courants majeurs de l'esthétique contemporaine avec l'approche phénoménologique et le postmodernisme (French Theory aux États-Unis).
Issu conjointement de l'empirisme logique et du pragmatisme, ce courant adopte comme méthodes d'analyse de l'art, de la littérature et du cinéma les instruments logiques et philosophiques établis par la philosophie analytique. Ses principaux représentants sont Goodman, Beardsley, Weitz, Danto, Margolis, Dickie, Cavell, Kosuth, Carroll, Elgin. Les premiers travaux importants d'esthétique analytique font suite à la publication posthume des Investigations philosophiques de Wittgenstein en 1953, autour de la notion des jeux de langage. On trouve également, dans le sillage de cette publication, une théorie de la fiction et de la métaphore chez John Searle, ainsi qu'une théorie de la littérature et du cinéma chez Stanley Cavell.
L'esthétique analytique se caractérise par un rejet initial de la question du beau au profit de la question de l'art lui-même, qui n'a pas besoin d'être beau pour exister et être reconnu comme tel. Les esthéticiens analytiques réfléchissent en ce sens sur ce qui fait qu'une œuvre est une œuvre d'art, par opposition à d'autres objets du monde qui ne sont pas de l'art. C'est la question de l'ontologie de l'œuvre d'art.
En France, les philosophes et sémioticiens Paul Ricœur et Gérard Genette ont discuté les analyses de Nelson Goodman dans leurs œuvres. Jean-Pierre Cometti, Jacques Morizot et Roger Pouivet ont popularisé en France l'esthétique analytique de langue anglaise et produit des travaux au sein de ce courant philosophique. Ils ont tous trois co-fondé la Revue francophone d'esthétique.

## Une nouvelle esthétique

### Principaux thèmes

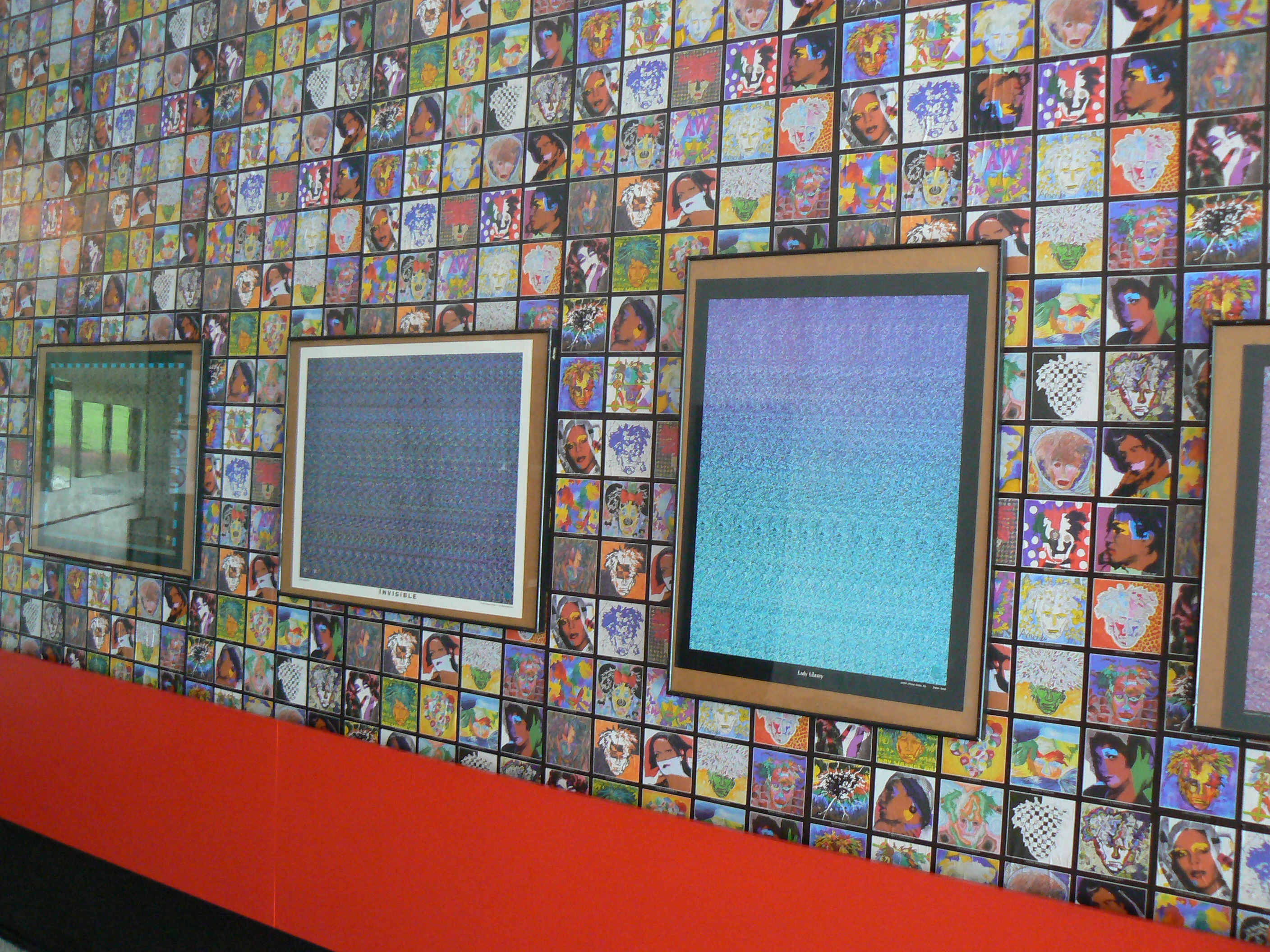
Le musée Andy Warhol de Medzilaborce (Slovaquie). Andy Warhol est très étudié par les philosophes analytiques de l'art, comme Arthur Danto.

L'esthétique analytique est en dialogue constant avec les œuvres d'avant-garde de l'art contemporain, notamment celles de Duchamp et de Warhol. Ses travaux abordent notamment : l'ontologie de l'œuvre d'art ; l'indéfinissabilité de l'art ; l'institutionnalisation de l'art ; le « monde de l'art » (Dickie, Danto) ; l'identification de l'œuvre d'art ; l'expérience esthétique, l'art comme symbole.
Les esthéticiens analytiques débattent également de la question du réalisme des propriétés esthétiques,. Sébastien Réhault, réaliste, critique le subjectivisme et le relativisme en esthétique. Réhault lie le réalisme en esthétique à l'esthétique environnementale, c'est-à-dire à la réflexion sur la beauté dans la nature.

### Rapport à la tradition
L'esthétique analytique est constituée d'un ensemble de théories qui ne sont pas homogènes. Ces théories apparaissent comme indépendantes de l'esthétique traditionnelle (par exemple, l'ancienne question du Beau, ou l'étude de l'histoire de l'esthétique). Pour Dominique Chateau, « l'esthétique analytique prétend être une nouvelle version de l'esthétique, une façon de la concevoir qui la coupe de sa tradition, comme une langue inédite que l'on prétendrait substituer à la langue commune et dans laquelle elle serait difficilement traduisible ».

### Questions liées à la musique
Karl Popper propose une philosophie de la musique dans son autobiographie, La Quête inachevée.
Jerrold Levinson s'est particulièrement intéressé, selon Clément Cannone, à « l'ontologie de l'œuvre musicale ».

## Histoire

### Wittgenstein et l'art conceptuel

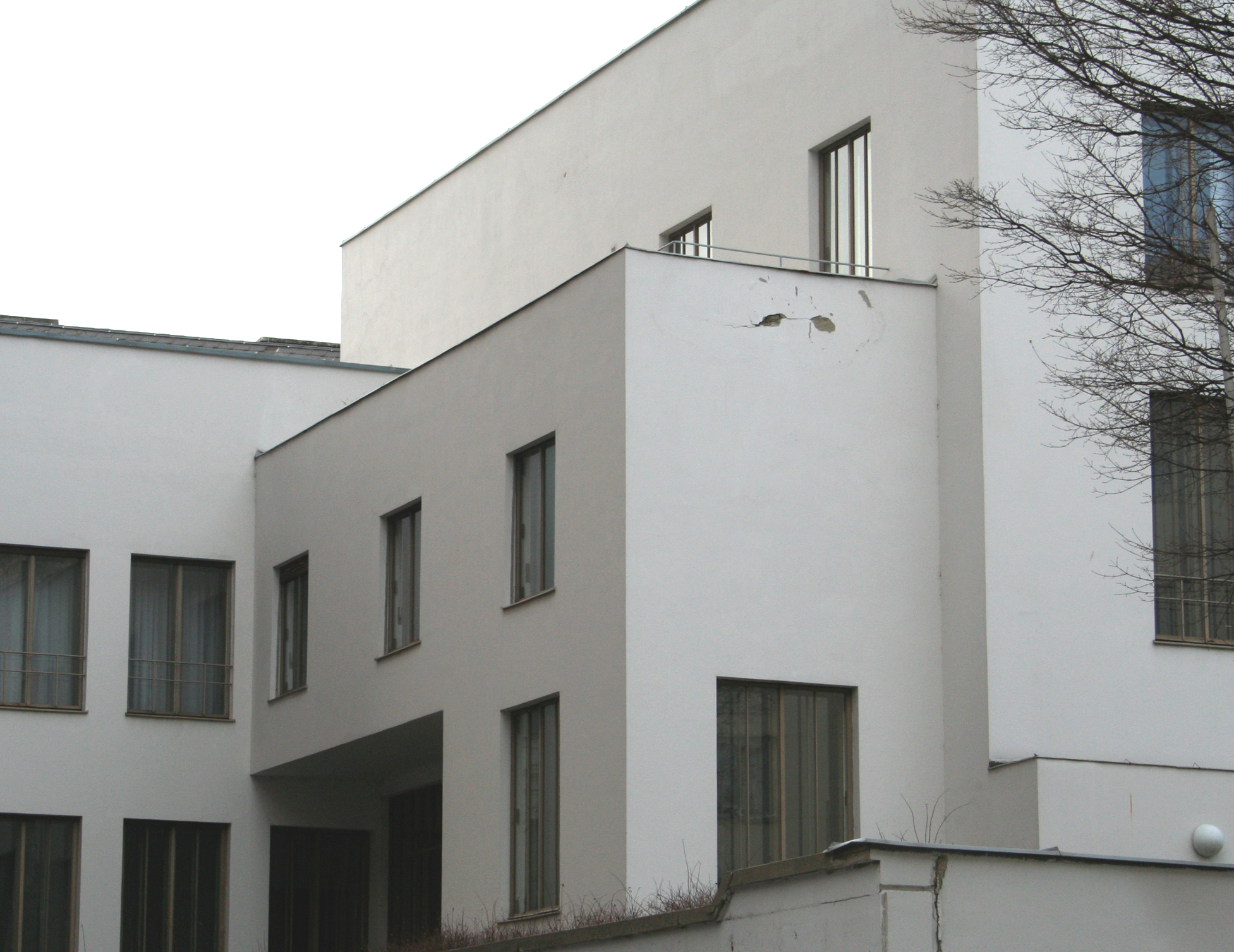
La Maison Wittgenstein (Haus Wittgenstein), à Vienne, conçue par Ludwig Wittgenstein lui-même et l'architecte Paul Engelmann, élève d'Adolf Loos.

Wittgenstein peut être considéré comme l'un des fondateurs de l'esthétique analytique, ses prédécesseurs au sein de la philosophie analytique ayant laissé de côté les recherches sur l'art. En effet, Frege réduit la poésie à un simple ornement dans les Écrits logiques et philosophiques. Frege cherche à démontrer que la logique et la poésie s'excluent, seule la première peut être dotée d'un sens univoque et susceptible de recevoir une dénotation. Quant à G. E. Moore et Russell, et après eux le Cercle de Vienne, ils n'ont pas remis en cause cette réduction du langage artistique et poétique à un langage sans rôle cognitif.

Le premier Wittgenstein exclut le langage esthétique, qu'il rapproche de l'éthique, du champ de ce qui peut être formulé logiquement dans le Tractatus logico-philosophicus. Il écrit : 
« Il est clair que l'éthique ne se laisse pas énoncer. L'éthique est transcendantale. (Éthique et esthétique sont une seule et même chose.) »
Dans les « Leçons sur l'esthétique », il s'intéresse aux façons de parler de l'art, notamment le jugement et l'appréciation. C'est à partir des Investigations philosophiques que Wittgenstein ouvre sa théorie logique du sens et y inclut à la fois le langage ordinaire et le langage esthétique. Wittgenstein pratique aussi l'architecture avec Paul Engelmann, élève de l'architecte Adolf Loos connu à Vienne pour ses opinions anti-ornementalisme. Wittgenstein et Engelmann font construire la Maison Wittgenstein en 1927-1928 pour la sœur du philosophe, Margarethe Stonborough.
D'un autre côté, le Tractatus lui-même fait paradoxalement figure de manifeste d'une esthétique de l'art conceptuel de Joseph Kosuth et d'autres : un objet est de l'art lorsque ses significations fonctionneront comme de l'art et non, par exemple, comme un outil ou un objet décoratif. L'objectif est ainsi de fonder un art tautologique, qui ne renvoie à rien d'autre que lui-même, exactement comme la logique dans le Tractatus. Le champ des vérités analytiques vides de sens et vraies dans tous les cas est tautologique. La philosophie de Wittgenstein influence ainsi des artistes et théoriciens de l'art conceptuel et du pop art : notamment Eduardo Paolozzi (Wittgenstein in New York, 1965), Joseph Kosuth (Wittgenstein's Color, 1989).

Joseph Kosuth théorise son art dans l'article Art After Philosophy en 1969 (traduit en français en 1973). Kosuth dissocie l'art de l'esthétique. Le critique d'art Ghislain Mollet-Viéville écrit : 
« Kosuth constate ainsi que la peinture est condamnée parce qu'elle est figée dans des considérations esthétiques (de couleurs et de formes) tout à fait étrangères à la définition de l'art qui est du domaine des idées. »
En 1966-1967, Joseph Kosuth produit une série d'œuvres intitulée Art as Idea as Idea, qui représente des définitions issues de dictionnaires comme « definition », « water » ou « specific », ce qui renvoie au caractère tautologique de l'art. L'art « devient son propre objet de démonstration » selon Ghislain Mollet-Viéville, et il est continuellement redéfini par lui-même. Kosuth s'inspire en cela de la démarche artistique d'Ad Reinhardt, qui évoquait « l'art-en-tant-qu'art ». En référence à Wittgenstein, Kosuth parle de « proposition artistique » qui est une « vérification de l'art par lui-même » (expression de Ghislain Mollet-Viéville), au lieu d'œuvre d'art. Kosuth supprime finalement la subjectivité dans l'art et recherche une forme de neutralité.

### Nelson Goodman: quand y a-t-il art?
L'une des questions importantes de l'esthétique analytique est la question de savoir « quand y a-t-il art ? » (when is art ?), pour reprendre la formulation de Nelson Goodman dans Manières de faire des mondes. En d'autres termes, l'art n'est plus étudié dans une perspective que l'on pourrait qualifier de « kallistique », mais dans une perspective fonctionnelle ou mieux, cognitive. Les philosophes analytiques de l'art et les artistes conceptuels ont en commun de refuser la théorisation et la recherche du beau comme idée ou norme, pour poser à la place une définition de l'art comme fonction symbolique toujours à décrypter à partir d'elle-même et de son langage propre, sans lui appliquer une essence a priori.
On pourrait de cette façon opposer schématiquement l'esthétique kallistique d'inspiration platonicienne, qui analyse le travail artistique à partir de l'idéal du Beau comme essence unitaire, et dont les représentants principaux sont Platon (le beau est une idée intelligible absolue), Aristote (le beau est l'ordre et la symétrie mathématiques), Cicéron (le beau est la proportion et le beau coloris), Plotin (le beau est la simplicité intelligible qui fait signe vers l'Un), ou encore Marsile Ficin (De l'amour), et l'esthétique analytique, qui analyse le travail artistique à partir de l'élaboration de symboles immanents à l'œuvre et interprétables d'après des procédures descriptives, ou de « dépiction ». En ce sens, l'art n'est plus quelque chose de sacré ou de divin, et il n'y a plus d'œuvres en soi qui seraient opposables à des objets vulgaires : tout objet peut prétendre à fonctionner comme de l'art dans des conditions précises, et inversement toute œuvre d'art peut fonctionner comme d'autres types d'objets. L'esthétique analytique permet donc de penser les ready-made.

### Esthétique environnementale
L'esthétique environnementale d'inspiration analytique mais opposée à l'exclusivisme de l'analyse des œuvres d'art au détriment de l'environnement est apparue dans les années 1980.

### Autres approches d'inspiration analytique
Joseph Margolis est un représentant important de l'esthétique analytique. Sa philosophie est historiciste et influencée par Hegel et le pragmatisme.
Stanley Cavell et Noël Carroll sont de grands philosophes du cinéma.
Umberto Eco fonde sa théorie de l'interprétation et de la littérature essentiellement sur des conceptions héritées de Peirce, notamment la théorie de l'abduction.

### Rapports avec l'esthétique structuraliste et postmoderniste
Gérard Genette, représentant du structuralisme, fait figure de précurseur en questionnant le point de vue des auteurs de la tradition analytique intéressés par les enjeux ontologiques dans L'Œuvre de l'art, tome 1. Il commente notamment la théorie de Nelson Goodman fondée sur la distinction entre les œuvres autographiques et allographiques.
L'esthétique analytique est très différente, dans sa méthode, son objet et sa façon de poser les problèmes esthétiques, de l'esthétique postmoderniste. Ricœur se propose d'analyser chacune de ces deux esthétiques et de les mettre en relation dans la Métaphore vive (1975). La partie VII (« Métaphore et référence ») expose et discute les thèses élaborées par Goodman sur la question des référents (dénotations) des œuvres d'art. La partie VIII (« Métaphore et discours philosophique »), quant à elle, expose et discute les thèses de la déconstruction (Heidegger et Derrida). L'approche en apparence iréniste de Ricœur est en réalité tranchée : le philosophe n'opte ni pour l'approche analytique de Goodman, ni pour l'approche « postmoderniste » de Derrida, il les intègre en les dépassant dans son herméneutique (ou théorie de l'interprétation), laquelle se place dans la continuité de la phénoménologie d'inspiration husserlienne.

### L'esthétique analytique en France
La Revue francophone d'esthétique est créée en 2003 à l'initiative de Frédéric Wecker, et codirigée par Jean-Pierre Cometti, Jacques Morizot et Roger Pouivet. Elle publie des travaux de langue française appartenant à l'esthétique analytique. Les co-directeurs de la revue sont d'éminents représentants de ce courant, ayant chacun publié des ouvrages sur des questions d'esthétique. La revue propose aussi des traductions d'articles anglo-saxons sur l'esthétique, par exemple de Jerrold Levinson.

#### En langue française
- Hicham-Stéphane Afeissa et Yann Lafolie (textes réunis et présentés par), Esthétique de l'environnement, Paris, Vrin, 2015.
- Cécile Angelini, Écho de l'art conceptuel dans l'esthétique analytique, Paris, L'Harmattan, 2013, 160 p.
- Noël Carroll, La Philosophie des films, Paris, Vrin, 2015, 304 p.
- Stanley Cavell, Les Voix de la raison : Wittgenstein, le scepticisme, la moralité et la tragédie, Paris, Seuil, 1996.
- Christiane Chauviré, Comprendre l'art : L'esthétique de Wittgenstein, Paris, Kimé, coll. « Philosophie en cours », 2016, 118 p. (ISBN 978-2-84174-764-1).
- Jean-Pierre Cometti, Roger Pouivet et Jacques Morizot (textes réunis et présentés par), Esthétique contemporaine, Paris, Vrin, 2005.
- Umberto Eco, Sémiotique et philosophie du langage, Paris, P.U.F. (Quadrige), 1988 (1984).
- Paul Feyerabend, La Science en tant qu'art, Paris, Albin Michel, 2003.
- Gérard Genette, L'Œuvre de l'art, Paris, Seuil (Poétique), 2010.
- Nelson Goodman et Catherine Elgin, Esthétique et connaissance, Paris, L'Éclat, 2001.
- Nelson Goodman, Langages de l'art, Paris, Hachette, 2005 (1968).
- Viviane Huys et Denis Vernant, L'Indisciplinaire de l'art, Paris, P.U.F. (Formes sémiotiques), 2012.
- Mickaël Labbé (textes réunis et présentés par), Philosophie de l'architecture, Paris, Vrin, 2017.
- Danielle Lories, « Philosophie analytique et définition de l'art », Revue Philosophique de Louvain, vol. 83, no 58,‎ 1985, p. 214-230 (lire en ligne, consulté le 26 novembre 2018).
- Danielle Lories (textes réunis et présentés par), Philosophie analytique et esthétique, Paris, Klincksieck, 2004.
- Yves Michaud, L'Art à l'état gazeux : Essai sur le triomphe de l'esthétique, Paris, Hachette, coll. « Pluriel », 2011 (1re éd. 2003), 224 p. (ISBN 9782012795310).
- Karl Popper, La Quête inachevée, Paris, Pocket, 1989.
- Roger Pouivet, Esthétique et logique, Bruxelles, Mardaga, 1997.
- Roger Pouivet, L'Ontologie de l'œuvre d'art, Paris, Vrin, 2010.
- John Searle, Sens et expression, Paris, Minuit, 1982.
- Ludwig Wittgenstein (trad. Jacques Fauve, préf. Christiane Chauviré), Leçons et conversations sur l'esthétique, la psychologie et la croyance religieuse : suivies de Conférence sur l'éthique, Paris, Gallimard, coll. « Folio essais », 1992 (1re éd. 1966), 256 p. (ISBN 978-2-07-032688-4).

#### En langue anglaise
- (en) Lars-Olof Âhlberg, [PDF] « The Nature and Limits of Analytic Aesthetics », British Journal of Aesthetics, vol. 33, no 1, janvier 1993.
- (en) Arthur Danto, [PDF] « The Artworld », The Journal of Philosophy, volume 61, issue 19, 1964.
- (en) Bas van Fraassen, [PDF] « The Theory of Tragedy and of Science : Does Nature Have Narrative Structure ? », in D. Sfendoni-Mentzou (ed.), Aristotle and Contemporary Science, vol 1. New York: Peter Lang, 2000.
- (en) Arnold Isenberg, « Analytical Philosophy and the Study of Art », The Journal of Aesthetics and Art Criticism, vol. 46, 1987, p. 125-136.
- (en) Joseph Kosuth, Art After Philosophy, 1969, repris dans Collected Writings, 1966-1990, Cambridge (Massachusetts)/London, The MIT Press, 1991, trad. fr. dans Artpress no 1, déc.-janvier 1973
- (en) Peter Lamarque, Analytic Aesthetics, in Michael Beaney (ed.), The Oxford Handbook of The History of Analytic Philosophy, Oxford University Press, 2013.
- (en) The Oxford Handbook of Aesthetics, sous la dir. de Jerrold Levinson, Oxford, 2003  (ISBN 0-19-825025-8).